# Данилевський Віктор Миколайович
Віктор Миколайович Данилевський (нар. 18 липня 1951, Чернігів, УРСР) — радянський футболіст, захисник.

## Життєпис
У 1971-1973 роках грав за «Хімік» (Чернігів) у КФК. З 1974 року виступав у другій лізі за «Фрунзенець» (Суми). У 1976 році перейшов до дніпропетровського «Дніпра» і за два роки провів у вищій лізі 26 матчів. Півфіналіст Кубку СРСР 1976. У 1978-1984 роках грав у другій лізі в складі «Десни» (Чернігів).
Син Вадим грав у нижчих лігах України в 1990-х роках.